# Little Boy Blue (film 1916)
Little Boy Blue è un cortometraggio muto del 1916 scritto, diretto e interpretato da Rupert Julian. A fianco di Julian recitarono sua moglie, l'attrice Elsie Jane Wilson e Baby Clements, attore bambino di cui si conosce questo solo film. La sceneggiatura si basa su una poesia di Eugene Field.

## Produzione
Il film, prodotto dalla Victor Film Company, venne girato in California, negli Universal Studios, al 100 di Universal City Plaza, a Universal City.

## Distribuzione
Distribuito dalla Universal Film Manufacturing Company, il film - un cortometraggio in una bobina - uscì nelle sale cinematografiche statunitensi il 14 luglio 1916.